# Babice, Třebíč
Babice là một làng thuộc huyện Třebíč, vùng Vysočina, Cộng hòa Séc.